# KWTX (Mittelwellensender)
Koordinaten: 31° 31′ 42″ N, 97° 7′ 14″ W
KWTX (Branding: News/Talk 1230, Slogan: The Talk of Waco) ist ein US-amerikanischer Hörfunksender aus Waco, Texas. Er bietet eine Mischung aus Nachrichten- und Talkradioformat. Betreiber und Eigentümer ist der private Radiobetreiber iHeart Media. Der Sender arbeitet in Kooperation mit Fox News Radio. KWTX ist auf der Mittelwelle-Frequenz 1230 kHz empfangbar.